# Overbetuwe
Overbetuwe este o comună în provincia Gelderland, Țările de Jos. 

## Localități componente
Andelst, Driel, Elst, Hemmen, Herveld, Heteren, Homoet, Loenen, Oosterhout, Randwijk, Slijk-Ewijk, Valburg, Zetten.